# روني مارتينيز
روني مارتينيز (بالإسبانية: Rony Martínez)‏ (مواليد 16 أغسطس 1987) هو لاعب كرة قدم. يلعب مع منتخب هندوراس لكرة القدم. سبق له أن لعب في كأس العالم لكرة القدم مع منتخب بلاده.

## روابط خارجية
- روني مارتينيز على موقع الاتحاد الدولي (مؤرشف)  (الإنجليزية)
- روني مارتينيز على موقع قاعدة بيانات كرة القدم.إي يو (الإنجليزية)
- روني مارتينيز على موقع ناشيونال فوتبول تيمز (الإنجليزية)
- روني مارتينيز على موقع Soccerway.com (الإنجليزية)
- روني مارتينيز على موقع عالم كرة القدم.نت (الإنجليزية)